# Шиманюк Андрій Сергійович
Андрі́й Сергі́йович Шиманю́к — солдат ЗСУ, учасник російсько-української війни. Кавалер ордена «За мужність» III ступеня.

## Життєпис
Народився 13 грудня 1995 в місті Шепетівка. Навчався в загальноосвітній школі № 4
Після закінчення школи вирушив здобувати освіту до Хмельницького. Отримавши професію, вирішив залишитись у обласному центрі, тривалий час працював кухарем у ресторані.
Згодом Андрій одружився та, щоб забезпечити родину, вирушив на роботу за кордон. У молодій родині народилась донечка Софійка.
У березні 2023 року, не вагаючись, пішов до військкомату, записався добровольцем та мужньо став на захист Батьківщини в складі 95-ї окремої десантно-штурмової бригади. Боронив країну на найгарячіших напрямках фронту: Херсонщина, Донеччина, Лиман та Куп'янськ.
Служив на посаді номер обслуги 2-го протитанкового відділення взводу вогневої підтримки 1-ї десантно-штурмової роти 1-го десантно-штурмового батальйону 95 ОДШБр
За час служби приїздив додому двічі, вперше, коли в нього народився син — Матвійко і вдруге, коли той занедужав. Намагався якомога більше часу провести з близькими, батьками та родичами. Але щоразу він дуже переживав за побратимів та поспішав повернутись, казав, що не може їх залишити.
Під час евакуаційного завдання з пошуку пораненого товариша він разом із турецьким військовослужбовцем отримав смертельне поранення під час мінометного обстрілу противника